# Rhomphaea
Rhomphaea är ett släkte av spindlar. Rhomphaea ingår i familjen klotspindlar.

## Dottertaxa tillRhomphaea, i alfabetisk ordning[1]
- Rhomphaea aculeata
- Rhomphaea affinis
- Rhomphaea altissima
- Rhomphaea angulipalpis
- Rhomphaea barycephala
- Rhomphaea brasiliensis
- Rhomphaea ceraosus
- Rhomphaea cometes
- Rhomphaea cona
- Rhomphaea fictilium
- Rhomphaea hyrcana
- Rhomphaea irrorata
- Rhomphaea labiata
- Rhomphaea lactifera
- Rhomphaea metaltissima
- Rhomphaea nasica
- Rhomphaea oris
- Rhomphaea ornatissima
- Rhomphaea palmarensis
- Rhomphaea paradoxa
- Rhomphaea pignalitoensis
- Rhomphaea procera
- Rhomphaea projiciens
- Rhomphaea recurvata
- Rhomphaea rostrata
- Rhomphaea sagana
- Rhomphaea sinica
- Rhomphaea sjostedti
- Rhomphaea tanikawai
- Rhomphaea urquharti
- Rhomphaea velhaensis